# Арро (Южная Корсика)
Арро (фр. Arro, корс. Arru) — коммуна во Франции, находится в регионе Корсика. Департамент коммуны — Южная Корсика. Входит в состав кантона Севи-Сорру-Чинарка. Округ коммуны — Аяччо.
Код INSEE коммуны — 2A022.

## Население
Население коммуны на 2008 год составляло 75 человек.
| 1962 | 1968 | 1975 | 1982 | 1990 | 1999 | 2008 |
| ---- | ---- | ---- | ---- | ---- | ---- | ---- |
| 99   | 95   | 86   | 70   | 41   | 51   | 75   |

## Экономика
В 2007 году среди 44 человек в трудоспособном возрасте (15—64 лет) 30 были экономически активными, 14 — неактивными (показатель активности — 68,2 %, в 1999 году было 64,5 %). Из 30 активных работали 25 человек (15 мужчин и 10 женщин), безработных было 5 (4 мужчины и 1 женщина). Среди 14 неактивных 5 человек были пенсионерами, 9 были неактивными по другим причинам.